# Le Fils de la lumière
Le Fils de la lumière, paru en juin 1998, est le premier tome de la série Ramsès de Christian Jacq.

## Résumé
Ramsès vient de se faire désigner par son père, Séthi, comme successeur au trône d'Égypte. Et pourtant, c'était son frère ainé, Chénar, qui était destiné à cette tâche. La jalousie, l'amour, toutes ces idées traversent ce livre.